# Société du câble transatlantique français
La Société du câble transatlantique français était une société française créée pour assurer une liaison directe par câble entre Paris et New York, sans passer par Londres, la première du genre.

## Histoire
En 1869, un premier câble sous-marin transatlantique reliant Brest (plage du petit Minou en Plouzané), via  Saint-Pierre et Miquelon et Duxbury, presqu'île de Cap Cod, au sud-est de Boston, aux États-Unis, fut commandé par la Société du Câble transatlantique français. Fabriqué par la firme Telegraph Construction and Maintenance Company, il est posé au fond de l’océan Atlantique par le navire Great Eastern. 
La société a été constituée par la publication, le 8 juillet 1868, d’un décret approuvant la construction d'un câble transatlantique, dans le cadre d’un contrat entre le gouvernement français, les représentants de la Société du câble sous-marin télégraphique français (SCTF), le baron Émile d'Erlanger et Paul Julius Reuter, patron de l'agence de presse Reuters.
La société est rachetée en 1873 par l’Anglo-American Telegraph Company, future filiale de l’Eastern Telegraph Company, qui devient à l'occasion de cette acquisition l’opérateur de ce premier câble sous-marin reliant directement la France et l’Amérique. 
Un second câble sera posé après la création en 1879 par Augustin Pouyer-Quertier, un ancien ministre et industriel normand du coton, d’une seconde société française du même type, la Compagnie française du télégraphe de Paris à New-York, à l’initiative de l’État français, constituée pour mettre fin à ce monopole.